# デンジャラスとU-turn
デンジャラスとU-turn（でんじゃらすとゆーたーん）は、フジテレビ系列・ものまね紅白歌合戦の中で結成されたユニット。
2001年まではカルテットとして、2002年からはトリオで活動している。それに合わせ、名前も「デンジャラスと土田晃之」に変更された。
どちらのグループも、所属事務所は太田プロダクション。

## メンバー
デンジャラス
- ノッチ（1965年7月26日 - ）
- 安田和弘（1967年11月17日 - ）

U-turn
- 土田晃之（1972年9月1日 - ）
- 対馬盛浩（1972年12月27日 - ）

## 主なレパートリー
カルテット時代
- Vシネオールスターズ（哀川翔、竹内力、白竜、清水宏次朗）
- あいのり（関ちゃんのものまねを披露）

トリオ時代
- マニアックものまねシリーズ

アニメのフレーズや、レポーターの何気ない仕草などを真似ることが多い。